# Эталон (предприятие)
Измаи́льский заво́д «Этало́н» — украинское недействующее предприятие точного машиностроения в городе Измаил. Занималось производством электронного оборудования для военно-промышленного комплекса СССР.  
Филиалы завода были расположены в Болграде и Килие.
Общая площадь предприятия: 14 гектаров. Наиболее крупные объекты предприятия: основной сборочный цех, цех гальваники, лакокрасочный цех, перегрузочный комплекс.

## История

### До 1991
До 1991 года завод производил системы контроля «Куст-4», стенды контроля микросхем и радиоприборов.  В 1987 году здесь также производились различные детские музыкальные инструменты, и была изготовлена небольшая партия персональных компьютеров, подаренных позже измаильскому ПТУ и школе №10. 
При заводе также располагалось специальное конструкторское бюро (СКБ).
В состав предприятия входили подразделения:
- цеха:
  - термической обработки
  - гальванический
  - лакокрасочный
  - механический
  - транспортный
  - три 'номерных' цеха
- энергоблок

### После 1991
С распадом СССР завод потерял рынок сбыта. Началось сокращение числа сотрудников, остановилось строительство социального жилья. Были попытки привлечь иностранных инвесторов для выпуска бытовой техники, но проекты так и не были реализованы.
В 1992—1993 года «Эталон» выполнял задание правительства Украины по выпуску оборудования для создания искусственного лечебного и стерильного микроклимата.
Средняя зарплата на заводе в 1994 году составляла 336,7 тысяч карбованцев.
В 1997 году предприятие вошло в состав корпорации «Укрзакордоннафтогазбуд» и начало производство оборудования для нефтегазовых комплексов, однако вскоре было признано банкротом.
В 1998 году была предпринята попытка улучшения финансового положения завода путем создания на территории нескольких производственных подразделений.

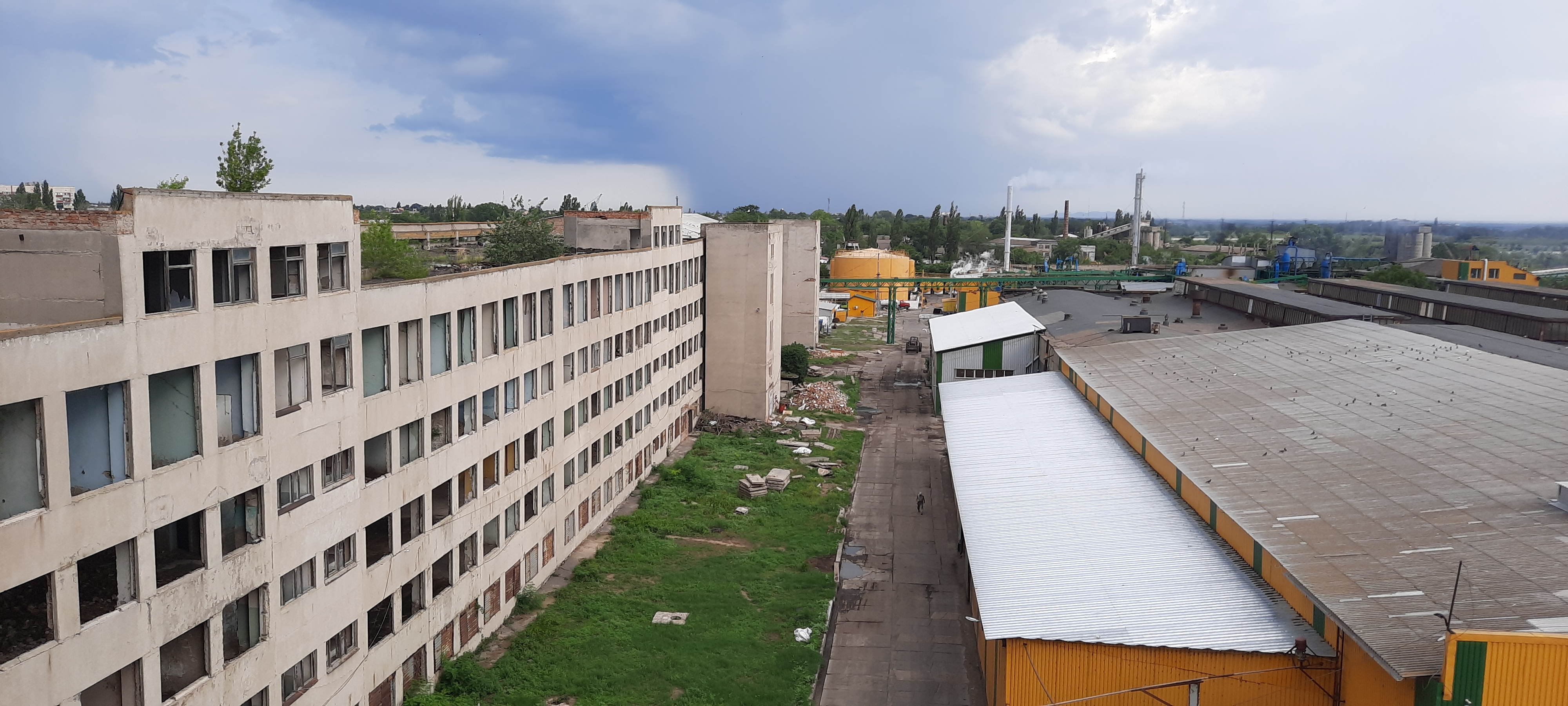
Один из заброшенных цехов предприятия (слева)

### Современное состояние
C 2003 году на территории завода был основан ряд предприятий.
В 2007 году администрация предприятия продало девятиэтажное заводское общежитие на 567 человек стронней фирме.
В апреле 2020 года Болградский городской совет принял решение продать здание филиала завода в городе Болград площадью 2715 m² за 561,5 тыс. гривен.

## Продукция в разные годы
- Аппаратура связи
- Системы контроля микросхем и радиоприборов
- Электронные музыкальные инструменты
- Телефонные аппараты
- Котельное оборудование
- Кухонные приборы
- Установки ударные механические[14]
- Установки вытяжные лабораторные
- Шкафы электрические
- Станки деревообрабатывающие
- Камеры тепла и холода
- Конвейеры цепные
- изделие «Терминал»[значимость факта?]
- изделие «Соловушка» (детская игрушка)